# Палгаза
Палгаза (угор. Pálháza) — місто на північному сході Угорщини в медьє Боршод-Абауй-Земплен. Розташоване за 87 кілометрів від столиці медьє — міста Мішкольца. Населення — 1 062 осіб (2009).
| Угорщина | Це незавершена стаття з географії Угорщини. Ви можете допомогти проєкту, виправивши або дописавши її. |